# 여울목
《여울목》은 1994년 10월 22일부터 이듬해 4월 16일까지 방영된 문화방송 주말연속극이다.

## 등장 인물
- 김용림(서 여사)
- 조경환(나광수)
- 김창숙(배차옥)
- 주현(박정욱)
- 박혜숙(나승희)
- 선우은숙(김정옥)
- 전광렬(나종수)
- 김현주(송현주)
- 전원주(선우 여사)
- 김형자(지점순)
- 심은하(나승리)
- 김경아(나미리)
- 이창훈(박성빈)
- 손지창(서지훈)
- 홍정민(나태걸)
- 노영국(천 순경)
- 박영규(용태) : 중도투입
- 김은수 : 중도투입
- 김광영, 장동건

## 참고 사항
- 1980년부터 MBC에서 활동했으나 1991년 SBS 개국과 함께 프리랜서를 선언한 후 SBS에서만 활동한 김용림 (서 여사 역)이 해당 작품을 통해 MBC 복귀를 했다.[1]
- 조경환 (나광수 역)은 해당 작품에 캐스팅되면서 스케줄 조절에 어려움을 겪어 그 동안 출연한 같은 채널 드라마 《종합병원》에서 도중하차했다.[2]
- 작가 박진숙의 전작 <마당 깊은 집>, <아들과 딸>에서처럼 가족 구성원의 각기 다른 삶을 통해 가족 간 또는 사회와의 화해를 그렸다.
- 갈등을 주도하는 극 중 인물의 성격을 그악스럽게 묘사하지 않으려는 작가의 정서와 자극적 상황을 엿보는 데 중독된 시청자들의 심리가 맞아떨어지지 않았다는 지적을 받았다.[3]
- 지나치게 기형적인 가족관계[4], 비정상적인 가정 내용[5]과 남아선호 의식 비하 대사[6]로 거센 비판을 받았다.
- 심은하의 연기력 부족이 문제점으로 지적되었다.[7]
- 천 순경 역의 노영국이 방송 도중 17번 담배를 피우는 장면을 보여주게 되어 95년 올해의 흡연탤런트 1위로 선정되는 불명예를 안아야 했다.[8]
- 동시간대 KBS 2TV 홈코믹드라마 <딸부잣집>과의 경쟁에서 시청률 참패를 당했다.
- 담당 PD 박철의 동생[9] 박종이 연출을 맡은 주말극 중에 <그 여자네 집>이란 작품이 있는데 이 드라마의 작가 김정수(본명 김정숙) 씨는 <여울목> 집필자 박진숙 작가의 대학(경희대) 후배[10]이다.